# 吉利街道
吉利街道是中华人民共和国河南省洛陽市孟津区下辖的一个街道办事处。

## 行政区划
吉利街道下辖以下村级行政区划单位：
开元社区、里村、吉利村、东杨村、涧西村、西杨村和孟州林场村。